# Actor de carácter

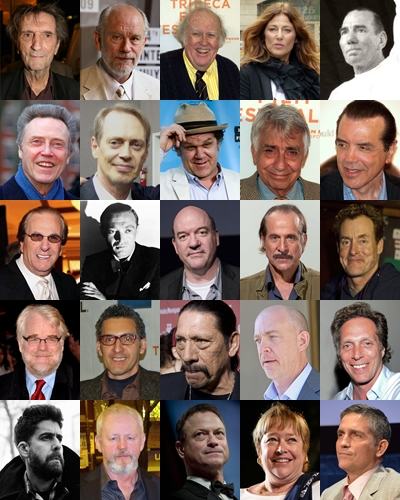
Harry Dean Stanton, John Malkovich, M. Emmet Walsh, Catherine Keener, Pete Postlethwaite, Christopher Walken, Steve Buscemi, John C. Reilly, Philip Baker Hall, Chazz Palminteri, Danny Aiello, Peter Lorre, John Carroll Lynch, Peter Stormare, John C. McGinley, Philip Seymour Hoffman, John Turturro, Danny Trejo, J.K. Simmons, William Fichtner, Adam Goldberg, David Morse, Gary Sinise, Kathy Bates, Jim Caviezel.

Un actor de carácter, actor de personajes o actor de género —en inglés character actor— es un actor secundario que interpreta personajes inusuales, poco convencionales o excéntricos. El término, a menudo contrastado con el de actor principal o protagónico, es en cierto modo abstracto y abierto a la interpretación. En un sentido literal, todos los actores pueden considerarse actores de personajes, ya que todos interpretan «personajes», pero el término se refiere más comúnmente a un actor que con frecuencia desempeña un papel secundario distintivo. Los actores de personajes son generalmente reconocibles por la audiencia (por su apariencia más que por su nombre), incluso si interpretan diferentes tipos de papeles en diferentes películas. Un actor de carácter puede especializarse en papeles menores. En cualquier caso, los roles del actor de carácter son más sustanciales que los cameos o los extras.
El término se usa principalmente para describir a los actores de cine y televisión, y no a los del teatro. Uno del los primeros usos del término fue en la edición de 1883 del periódico The Stage, que definía a un actor de carácter como «aquel que retrata individualidades y excentricidades». Los actores con una larga trayectoria profesional interpretando papeles de personajes pueden ser difíciles de reconocer como el mismo actor para el público.

## Descripción
A diferencia de los actores principales, generalmente se los considera menos glamorosos. Mientras que un actor principal a menudo tiene el atractivo físico que se considera necesario para interpretar un rol romántico, un actor de carácter generalmente no lo tiene. De hecho, algunos actores de carácter son conocidos por su apariencia inusual. Por ejemplo, el rostro del actor de carácter de Chicago William Schutz quedó desfigurado en un accidente automovilístico cuando tenía cinco años, pero su apariencia después de la cirugía reconstructiva lo ayudó a ser distintivo para el público del teatro. En general, los nombres de los actores de personajes no aparecen de manera destacada en la publicidad de cine y televisión, ya que no se espera que el nombre de un actor de personajes atraiga al público cinematográfico. Algunos actores de carácter han sido descritos como reconocibles al instante a pesar de que sus nombres son poco conocidos. En síntesis son esos actores que al verlos podemos reconocerlos de diferentes películas y cual ya sabremos que su papel tiene ya ciertos roles establecidos por seguir mismos patrones en sus personajes secundarios muchos basados en sus aspecto.
Durante su trayectoria como actor, un actor a veces puede cambiar entre papeles principales y papeles secundarios. Algunos actores principales, a medida que envejecen, descubren que el acceso a los papeles principales está limitado por su edad. A veces, los actores de personajes han desarrollado carreras basadas en talentos específicos necesarios en las películas de género, como el baile, la equitación, las acrobacias, la habilidad para nadar o el boxeo. Muchos actores emergentes se encuentran encasillados en papeles de personajes debido a un éxito temprano con una actuación en particular o en un género determinado, de tal manera que el actor se identifica tan fuertemente con un tipo particular de papel que los directores de casting y los agentes teatrales dirigen la actor a papeles similares. Algunos actores de personajes son conocidos como «camaleones», capaces de desempeñar papeles que varían enormemente, como Gary Oldman. Algunos actores de carácter alcanzan un culto de aficionados.
Los actores de personajes tienden a desempeñar el mismo tipo de papel a lo largo de sus carreras, como Harvey Keitel como duro y decidido; Christopher Lloyd como excéntrico; Claude Rains como hombre sofisticado, a veces moralmente ambiguo; Abe Vigoda como un criminal envejecido; Fairuza Balk como chica gótica malhumorada; Doug Jones interpretando criaturas no humanas; y Forest Whitaker en personajes compuestos con volatilidad subyacente. Ed Lauter solía retratar una figura amenazante debido a su «cara alargada y angulosa», que el público reconocía fácilmente, aunque rara vez conocía su nombre. Los actores de personajes pueden interpretar una variedad de tipos, como la mujer fatal, el pistolero, el sidekick (compinche), el borracho del pueblo, el villano y la prostituta con un corazón de oro, entre otros. Los roles de un actor de carácter a menudo son sustancialmente diferentes de su personalidad en la vida real. Los buenos actores de carácter, como Margo Martindale, rara vez se quedan sin trabajo y, a menudo, tienen largas carreras que abarcan décadas. A menudo son muy apreciados por sus compañeros actores.